# Desmote vorax
Desmote vorax är en plattmaskart. Desmote vorax ingår i släktet Desmote och familjen Umagillidae. Inga underarter finns listade i Catalogue of Life.